# Cantó de Douvaine
El cantó de Douvaine és un cantó francès del departament de l'Alta Savoia, situat al districte de Thonon-les-Bains. Té 14 municipis i el cap és Douvaine.

## Municipis
- Ballaison
- Bons-en-Chablais
- Brenthonne
- Chens-sur-Léman
- Douvaine
- Excenevex
- Fessy
- Loisin
- Lully
- Massongy
- Messery
- Nernier
- Veigy-Foncenex
- Yvoire

| Data d'elecció                           | Identitat        | Partit                     | Qualitat |
| ---------------------------------------- | ---------------- | -------------------------- | -------- |
| 1945-19..                                | M. Gantin        | PCF                        |          |
| 1949-19..                                | M. Gaudin        | MRP, després CD            |          |
| 19..-1985                                | M. Miguet        | CDP, després divers droite |          |
| 1985-2011                                | François Mugnier | UDF-PR després UMP         |          |
| 2011-                                    | Jean Neury       | Divers droite              |          |
| les dades anteriors no són pas conegudes |                  |                            |          |